# Pimelea longifolia
Pimelea longifolia är en tibastväxtart som beskrevs av Joseph Banks, Amp; Soland. och Johan Emanuel Wikström. Pimelea longifolia ingår i släktet Pimelea och familjen tibastväxter. Utöver nominatformen finns också underarten P. l. lanceolata.